# Lalla-Roukh
Lalla-Roukh è un opéra comique in due atti composta da Félicien David . Il libretto di Michel Carré e Hippolyte Lucas era basato sul poema narrativo di Thomas Moore Lalla Rookh del 1817. Fu eseguito per la prima volta il 12 maggio 1862 dall'Opéra-Comique alla Salle Favart di Parigi. Ambientata tra Kashmir e Samarcanda, l'opera racconta la storia d'amore tra Nourreddin, il re di Samarcanda, e la principessa Moghul Lalla-Roukh. Il suo nome significa "guance di tulipano", un vezzeggiativo frequente nella poesia persiana.

## Storia delle rappresentazioni

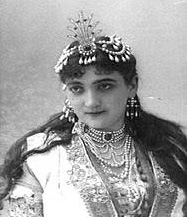
Emma Calvé come Lalla-Roukh, 1885

La prima mondiale di Lalla-Roukh fu il 12 maggio 1862 all'Opéra-Comique (Salle Favart) di Parigi in un doppio cartellone con Rose et Colas di Pierre-Alexandre Monsigny, una mêlée d'ariettes in un atto.  La mise en scène era di Ernest Mocker, le ambientazioni di Jean-Pierre Moynet, Charles Cambon e Joseph Thierry, e i costumi di Jules Marre ed ebbe un successo immediato con il pubblico parigino. Lalla-Roukh era molto popolare ai suoi tempi, con 100 spettacoli all'Opéra-Comique nell'anno successivo alla sua prima.  È stata ripresa più volte dalla compagnia, comprese le esibizioni nel 1876, 1885 (con Emma Calvé nel ruolo del titolo) e nel 1898,  ricevendo la 376ª e ultima esibizione il 29 maggio.
L'opera fu presto presentata in altri teatri in lingua francese, tra cui quelli di Liegi (20 ottobre 1862), Bruxelles (27 ottobre 1862), Anversa (29 ottobre 1862), Ginevra (19 gennaio 1864) e altre città,  così come l'Opéra de Monte-Carlo nel 1886 e nel 1888. È stata tradotta in tedesco e rappresentata in città come Coburg (25 dicembre 1862), Magonza (26 dicembre 1862), Monaco (16 marzo 1863), Vienna (22 aprile 1863) e Berlino (Meysels-Theater, 7 agosto 1865), e persino tradotta in ungherese (presentata a Budapest, 31 gennaio 1863), polacco (Varsavia, 8 marzo 1866), svedese (Stoccolma, 12 gennaio 1870), italiano (Milano, Teatro Re, 7 settembre 1870) e russo (St . Pietroburgo, 5 febbraio 1884; Mosca, 10 febbraio 1896).
Lalla-Roukh sprofondò nell'oscurità nel XX secolo, anche se arie individuali e la sua ouverture furono occasionalmente eseguite in concerti e recital. Estratti più grandi dell'opera sono stati messi in scena in diversi concerti tra cui quello del 1976 a Cadenet (luogo di nascita di David) e del 2008 alla National Gallery of Art di Washington, DC, eseguita da Opera Lafayette.

## Ruoli

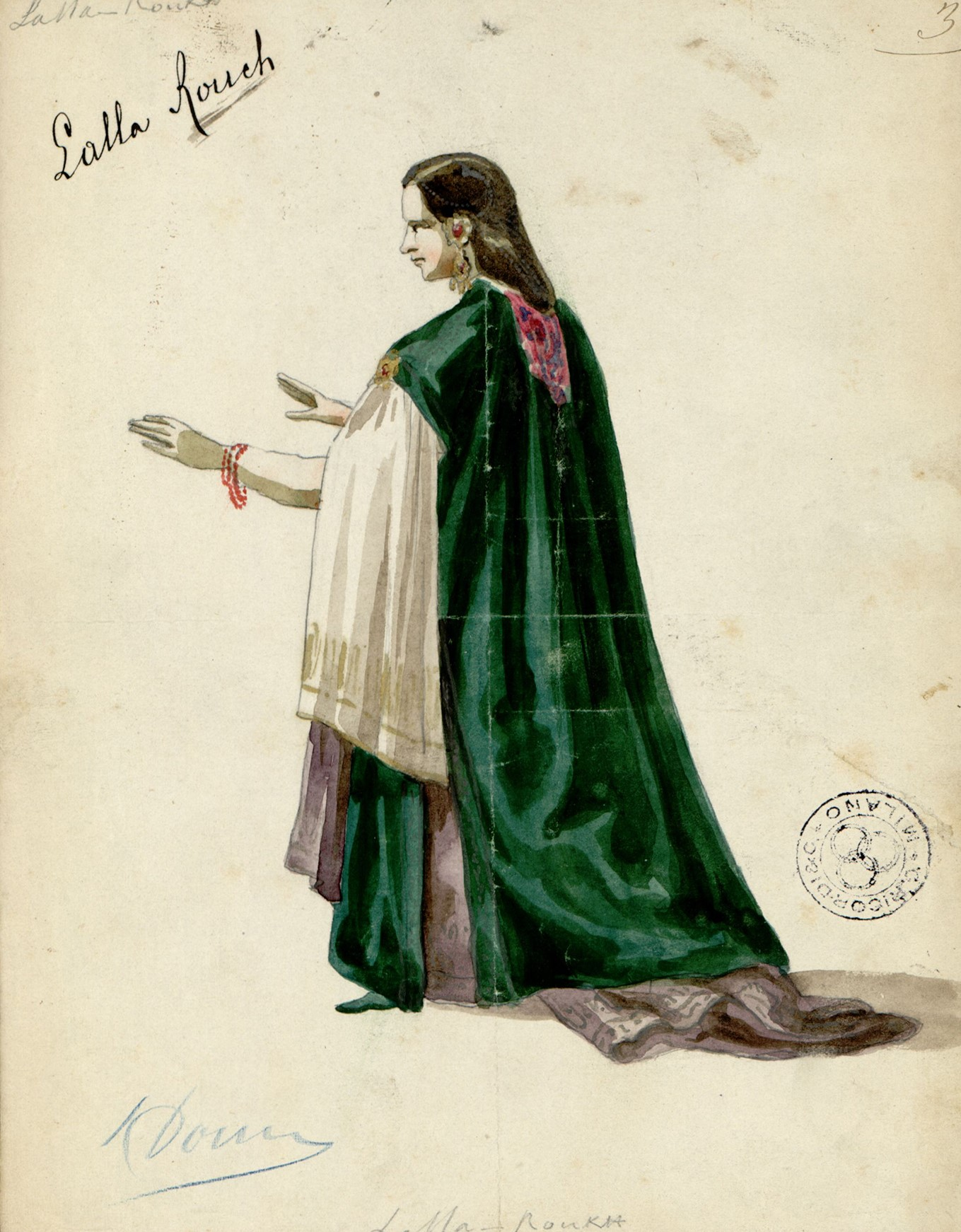
Lalla-Roukh (soprano), figurino di A. Gandaglia per Lalla-Roukh (1870). Archivio Storico Ricordi.

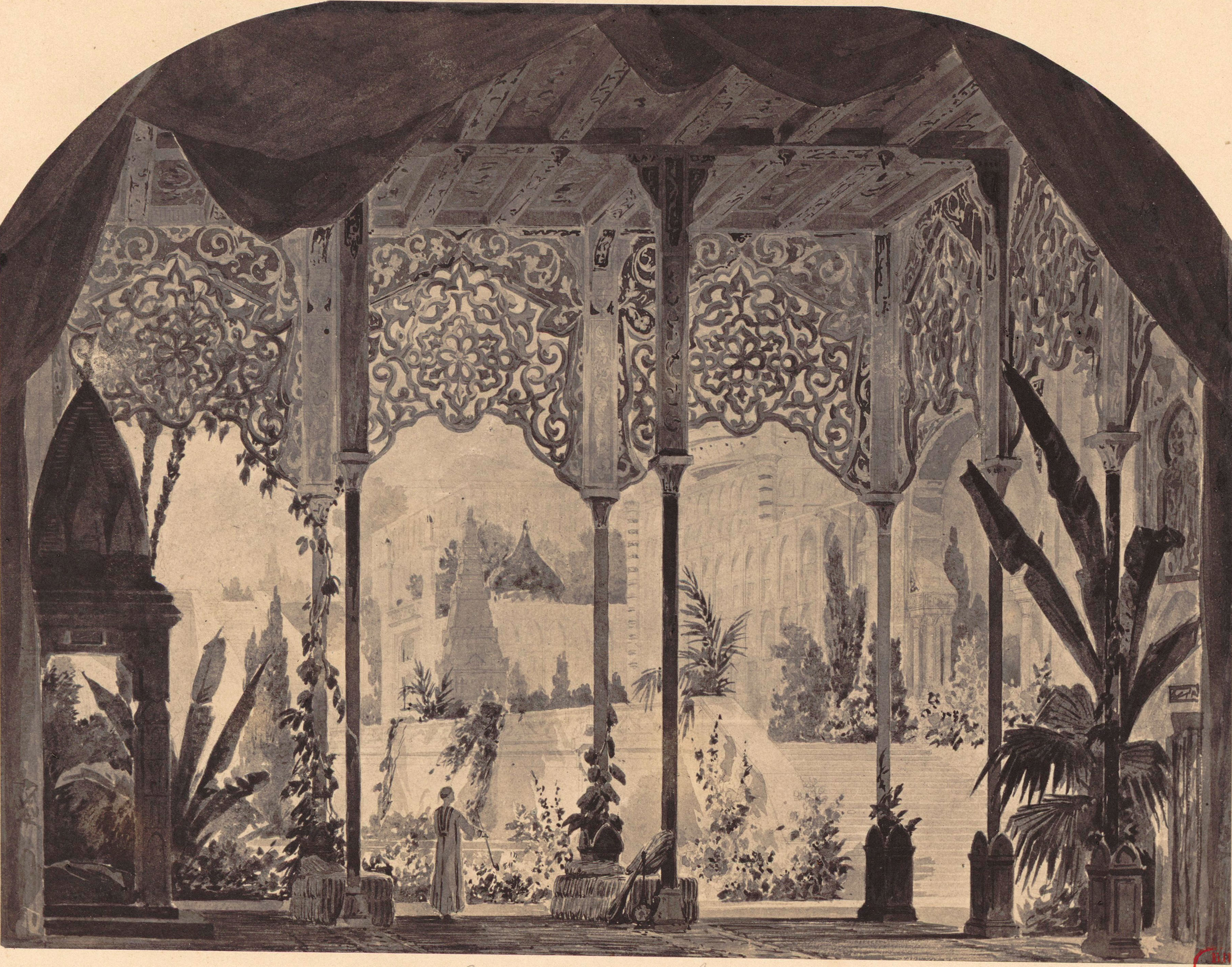
Scenografia per il secondo atto di Lalla-Roukh

| Ruolo                                                     | Tipo di voce | Cast di Premiere, 12 Maggio 1862 Direttore: Édouard Deldevez |
| --------------------------------------------------------- | ------------ | ------------------------------------------------------------ |
| Lalla-Roukh, una principessa Mughal                       | soprano      | Marie Trotté-Cico                                            |
| Mirza, la confidente di Lalla-Roukh                       | soprano      | Emma Bélia                                                   |
| Noureddin, re di Samarcanda, travestito da poeta-cantante | tenore       | Achille-Félix Montaubry                                      |
| Baskir, un eunuco di corte e confidente di Lalla-Roukh    | baritono     | Alexandre Gourdin                                            |
| Bacbara, uno schiavo                                      | basso        | Davoust                                                      |
| Kaboul, uno schiavo                                       | basso        | Lejeune                                                      |

## Trama
Lalla-Roukh, figlia dell'imperatore Mughal Aurangzeb, è stata promessa in sposa al re di Samarcanda. Accompagnata dai suoi confidenti, Mirza e un eunuco di nome Baskir, parte in una carovana per il palazzo estivo del re per il matrimonio. Mentre la carovana viaggia attraverso il Kashmir, è affascinata dalle canzoni notturne di Noureddin, un misterioso poeta-cantante che si è unito alla carovana. La coppia si incontra di notte e si impegna a vicenda. Lalla-Roukh gli dice che quando saranno arrivati a palazzo, ella confesserà tutto al re e si rifiuterà di sposarlo, preferendo vivere in una semplice capanna nel Kashmir col suo vero amore. Quando la carovana finalmente arriva al palazzo, si sente uno schianto di cembali e il re esce per ricevere la sua sposa. Con suo grande stupore, Lalla-Roukh si rende conto che in realtà è Noureddin.

## Registrazioni
Nel marzo 2014 la Naxos Records ha pubblicato una registrazione completa del revival di Lalla-Roukh di Opera Lafayette, con Marianne Fiset come Lalla-Roukh, Emiliano González Toro come Noureddin, Nathalie Paulin come Mirza e Bernard Deletré come Baskir. Le registrazioni precedenti includevano diversi estratti cantati dal soprano francese Solange Renaux per la Biblioteca nazionale di Francia. Uno di questi, i distici di Mirza "Si vous ne savez plus charmer", compare anche nel cofanetto della EMI Les Introuvables du Chant Français . L'aria "O ma maîtresse" di Noureddin è stata registrata da diversi tenori francesi.